# Петрівка (Олександрійський район)
Петрі́вка — село в Україні, в Онуфріївській селищній громаді Олександрійського районуКіровоградської області. Населення становить 95 осіб.

## Населення
Згідно з переписом УРСР 1989 року чисельність наявного населення села становила 126 осіб, з яких 48 чоловіків та 78 жінок.
За переписом населення України 2001 року в селі мешкало 95 осіб.

### Мова
Розподіл населення за рідною мовою за даними перепису 2001 року:
| Мова       | Кількість | Відсоток |
| ---------- | --------- | -------- |
| українська | 91        | 95.79%   |
| російська  | 4         | 4.21%    |
| Усього     | 95        | 100%     |